# Henri Anspach
Henri Lucien Ernest Eugène Anspach (* 10. Juli 1882 in Brüssel; † 29. März 1979) war ein belgischer Fechter.

## Erfolge
Henri Anspach nahm an den Olympischen Spielen 1912 in Stockholm teil. Mit der belgischen Degen-Equipe erreichte er die Finalrunde, die er mit Victor Willems, François Rom, Robert Hennet, Jacques Ochs, Fernand de Montigny, Gaston Salmon und seinem Cousin Paul Anspach auf dem ersten Rang beendete und somit Olympiasieger wurde. In den Einzelkonkurrenzen schied er mit dem Degen ebenso in der Halbfinalrunde aus wie mit dem Florett. Mit der Säbel-Mannschaft belegte er den fünften Rang.